# Caucete
Caucete – miasto w Argentynie, położone w południowej części prowincji San Juan.

## Opis
Miejscowość została założona 17 października 1893. Przez miasto przebiega linia kolejowa.